# Jagdgeschwader 5
5-я истребительная эскадра «Айсмеер» (нем. Jagdgeschwader 5 «Eismeer», (JG5)) — эскадра истребителей люфтваффе. Поскольку основная слава к эскадре пришла во время боевых действий в Северной Норвегии, и Финляндии, она получила название «Айсмеер» — «Ледяное море». В составе эскадры воевал целый ряд немецких летчиков, одержавших более 200 побед каждый.
Первая группа эскадры I./JG была сформирована в январе 1942 года из I./JG77, 14./JG77 и 2./ZG76. Она должна была оборонять Северную Норвегию и действовать в районе Мурманска. В мае 1942 года были сформированы штаб эскадры, а также II./JG5. III./JG5 переформировали из IV./JG1, дислоцированной в Бресте. Летом 1942 года появились две отдельные эскадрильи, оборонявшие Северную Норвегию: тяжелых истребителей 13.(Z)/JG5 и истребителей-бомбардировщиков 14.(Jabo)/JG5. В ноябре 1943 года II./JG5 перебросили на Восточный фронт, одновременно изменив обозначение группы на IV./JG4. I./JG5 сражалась на Балканах, во Франции и Германии (с октября 1944 года уже как II./JG6). Эскадрилья 14./JG5 перебазировалась в Италию и вошла в состав SG4, a 13./JG5 включили в состав ZG26 в качестве 10./ZG26. В Норвегии остались штаб эскадры и III./JG5, а также сформированная в августе 1944 года IV./JG5, дислоцированная в северной части Норвегии, в круг обязанностей которого входило осуществление воздушного прикрытия линкора «Тирпиц». В 1945 году подразделения JG5 дислоцировались в Норвегии, в том числе в Ставангер-Сола и Бардуфоссе.

## Состав эскадры

### Geschwaderkommodoren (командиры эскадры)
| командующий                       | период                      | примечания                                     |
| --------------------------------- | --------------------------- | ---------------------------------------------- |
| оберст-лейтенант Готхардт Хандрик | май 1942 — июнь 1943 года   | назначен командиром 8 Jagddivision             |
| оберст-лейтенант Гюнтер Шольц     | июнь 1943 — май 1944 года   | назначен командиром Jagdfliegerfuhrer Norwegen |
| майор Генрих Эрлер                | май 1944 — февраль 1945 год | разжалован в рядовые                           |
| оберст-лейтенант Гюнтер Шольц     | февраль — май 1945 года     |                                                |

### Gruppenkommandeure I./JG5 (командиры группы I./JG5)
| командующий                        | период                        | примечания                       |
| ---------------------------------- | ----------------------------- | -------------------------------- |
| майор Иоахим Зеегерт               | январь — апрель 1942          |                                  |
| гауптман Герхард фон Верен         | апрель 1942 — февраль 1943    |                                  |
| гауптман Герхард Венгель           | февраль 1943 — 10 января 1944 | погиб                            |
| и. о. обер-лейтенант Роберт Мюллер | 10 — 25 января 1944           |                                  |
| майор Эрих Герлитц                 | 25 января — 16 марта 1944     | погиб                            |
| оберст-лейтенант Хорст Карганико   | 26 марта — 27 мая 1944        | погиб                            |
| гауптман Теодор Вейсенбергер       | 4 июня — 14 октября 1944      | позже назначен командиром I./JG7 |

### Gruppenkommandeure II./JG5 (командиры группы II./JG5)
| командующий                      | период                            | примечания                                           |
| -------------------------------- | --------------------------------- | ---------------------------------------------------- |
| майор Хенниг Штрюмпель           | январь 1942 — апрель 1942         |                                                      |
| гауптман Хорст Карганико         | апрель 1942 — 26 марта 1944       | Назначен командиром I./JG5                           |
| гауптман Теодор Вейсенбергер     | 26 марта 1944 — 3 июня 1944       | Назначен командиром I./JG5                           |
| обер-лейтенант Ганс Тетцнер      | 4 июня 1944 — 19 июля 1944        |                                                      |
| оберст-лейтенант Франц Виенхузен | 1 сентября 1944 — 20 октября 1944 | Группа переформирована в IV./JG4, стал ее командиром |
| гауптман Герберт Треппе          | февраль 1945 — май 1945           |                                                      |

### Gruppenkommandeure III./JG5 (командиры группы III./JG5)
| командующий                          | период                | примечания                                          |
| ------------------------------------ | --------------------- | --------------------------------------------------- |
| гауптман Гюнтер Шольц                | март 1942 — июнь 1943 | Назначен командиром эскадры                         |
| майор Генрих Эрлер                   | июнь 1943 — май 1944  | назначен командиром эскадры                         |
| гауптман Франц Дёрр                  | май 1944 — май 1945   |                                                     |
| и. о. обер-лейтенант Рудольф Глёкнер | 1944/1945             | Периодически исполнял обязанности в 1944/1945 годах |

### Gruppenkommandeure IV./JG5 (командиры группы IV./JG5)
| командующий                        | период                 | примечания |
| ---------------------------------- | ---------------------- | ---------- |
| гауптман Ганс Кригель              | ? — апрель 1944        |            |
| и. о. обер-лейтенант Рудольф Людер | 3 октября 1943 — ?     |            |
| гауптман Фриц Штендель             | 15 мая 1944 — май 1945 |            |

## Кавалеры Рыцарского креста награждённые в JG 5
| дата                  | звание           | имя                          | часть       |     | кол-во | примечания                                       |
| --------------------- | ---------------- | ---------------------------- | ----------- | --- | ------ | ------------------------------------------------ |
| 1 августа 1941 года   | гауптман         | Хуго Дамер                   | 1./JG77     | РК  | 25     | награждён до создания эскадры                    |
| 25 сентября 1941 года | обер-лейтенант   | Хорст Карганико              | 1./JG77     | РК  | 27     | награждён до создания эскадры                    |
| 19 июня 1942 года     | фельдфебель      | Рудольф Мюллер               | 6./JG5      | РК  | 46     |                                                  |
| 21 октября 1942 года  | обер-лейтенант   | Генрих Элер                  | 6./JG5      | РК  | >40    |                                                  |
| 13 ноября 1942 года   | фельдфебель      | Генрих Бартельс              | 8./JG5      | РК  | 47     |                                                  |
| 13 ноября 1942 года   | лейтенант        | Теодор Вайссенбергер         | 6./JG5      | РК  | 38     | в том числе на Bf.110                            |
| 3 июля 1943 года      | обер-фельдфебель | Альберт Бруннер              | 6./JG5      | РК  | 53     | посмертно                                        |
| 2 августа 1943 года   | гауптман         | Генрих Элер                  | III./JG5    | ДРК | 112    |                                                  |
| 2 августа 1943 года   | обер-лейтенант   | Теодор Вайссенбергер         | 7./JG5      | ДРК | 100    |                                                  |
| 19 августа 1943 года  |                  | Фридрих-Вильгельм Штракельян | 14 (J)./JG5 | РК  | 9      | истребитель-бомбардировщик                       |
| 19 сентября 1943 года | фельдфебель      | Ганс Дёбрих                  | 6./JG5      | РК  | 52     | к моменту получения награды одержал уже 65 побед |
| 26 марта 1944 года    | обер-фельдфебель | Якоб Норц                    | 8./JG5      | РК  | 70     |                                                  |
| 8 апреля 1944 года    | обер-фельдфебель | Вальтер Шук                  | 9./JG5      | РК  | 84     |                                                  |
| 19 августа 1944 года  | гауптман         | Франц Дёрр                   | III./JG5    | РК  | 99     |                                                  |
| 30 сентября 1944 года | лейтенант        | Вальтер Шук                  | 10./JG5     | ДРК | 170    |                                                  |
| 24 октября 1944 года  | лейтенант        | Август Морс                  | 1./JG5      | РК  | 60     | посмертно                                        |
| 13 марта 1945 года    | лейтенант        | Рудольф Линц                 | 12./JG5     | РК  | 70     | посмертно                                        |

Легенда:
- дата — дата награждения
- звание — звание награждаемого
- имя — имя награждаемого
- часть — подразделение, где служил
- кол-во — количество побед на момент награждения
- РК — рыцарский крест
- ДРК — рыцарский крест с дубовыми листьями
- МРК — рыцарский крест с дубовыми листьями и мечами
- БРК — рыцарский крест с дубовыми листьями, мечами и бриллиантами